# Premio Nacional de Música (España)
Los Premios Nacionales de Música de España son parte de los Premios Nacionales de España, que concede cada año el Gobierno de España a través del Ministerio responsable, normalmente el Ministerio de Cultura.

## Historia de los Premios Nacionales de Música de España
Los premios nacionales de música en España se comenzaron a conceder durante el periodo constitucional del reinado de Alfonso XIII (1902-1923), continuaron con la dictadura de Primo de Rivera (1923-1930), la Segunda República Española (1931-1939), la dictadura de Francisco Franco (1939-1975) y continúan desde la Transición española (1975-1978) y la España democrática constitucional que comienza en 1978.
Para la concesión de los Premios se tendrá en cuenta la calidad de las obras o actividades recompensadas y su significación como aportación sobresaliente e innovadora a la vida musical española.
En el año 2011, la dotación económica del premio fue de 30.000 euros para cada modalidad. El premio se otorga antes del 15 de diciembre de cada año.

### Premio Nacional de las Músicas Actuales
En 2009, se comienza a otorgar una nueva modalidad de premios nacionales de música denominado Premio Nacional de las Músicas Actuales a músicos relacionados con la música pop, rock y otras tendencias contemporáneas.

## Galardonados
| Año  | Composición                                            | Interpretación                                    |
| ---- | ------------------------------------------------------ | ------------------------------------------------- |
| 2024 | Marisa Manchado                                        | Yolanda Auyanet                                   |
| 2023 | Eduardo Soutullo                                       | Juan Manuel Cañizares                             |
| 2022 | Alicia Díaz de la Fuente                               | Jaime Martín                                      |
| 2021 | Gabriel Erkoreka                                       | Montserrat Torrent i Serra                        |
| 2020 | Raquel García-Tomás                                    | Spanish Brass                                     |
| 2019 | Félix Ibarrondo                                        | Asier Polo                                        |
| 2018 | Javier Darias                                          | Cuarteto Quiroga                                  |
| 2017 | Teresa Catalán                                         | Rosa Torres-Pardo                                 |
| 2016 | Antoni Parera Fons                                     | Juanjo Mena                                       |
| 2015 | Alfredo Aracil                                         | María José Montiel                                |
| 2014 | María de Alvear                                        | Jordi Savall                                      |
| 2013 | Benet Casablancas                                      | Trío Arbós                                        |
| 2012 | Jesús Torres                                           | Javier Perianes                                   |
| 2011 | Alberto Posadas                                        | Orquesta Barroca de Sevilla                       |
| 2010 | Elena Mendoza                                          | Diego Fernández Magdaleno                         |
| 2009 | Josep Soler i Sardà                                    | María Bayo                                        |
| 2008 | Carles Santos                                          | José Luis Temes                                   |
| 2007 | Jorge Fernández Guerra                                 | Miguel Poveda                                     |
| 2006 | César Camarero                                         | Cuarteto Casals                                   |
| 2005 | David del Puerto                                       | Grup Instrumental de València                     |
| 2004 | Jesús Rueda                                            | Al Ayre Español                                   |
| 2003 | José María Sánchez-Verdú                               | Carlos Álvarez                                    |
| 2002 | Tomás Marco Aragón                                     | Arturo Tamayo Ballesteros                         |
| 2001 | Mauricio Sotelo                                        | Carmen Linares                                    |
| 2000 | José Manuel López López                                | Manuel Muñoz Alcón, «Manolo Sanlúcar»             |
| 1999 | Ángel Martín Pompey                                    | Josep Pons                                        |
| 1998 | Agustín González de Acilu                              | Josep Maria Colom del Rincón                      |
| 1997 | José Ramón García Román                                | Sax Ensemble                                      |
| 1996 | José Luis Turina de Santos                             | Teresa Berganza Vargas                            |
| 1995 | José Luis de Delás Franco                              | Víctor Pablo Pérez Pérez                          |
| 1994 | Jesús Villa Rojo                                       | Enrique Morente Corelo                            |
| 1993 | Antón García Abril                                     | Luis Galve Raso                                   |
| 1992 | Carmelo Alonso Bernaola                                | Joaquín Achúcarro Arisqueta                       |
| 1991 | Luis De Pablo Costales                                 | Guillermo González Hernández                      |
| 1990 | Manuel Castillo Navarro-Aguilera Joan Guinjoan Gispert |                                                   |
| 1989 | Cristóbal Halffter Jiménez-Encina                      | Antoni Ros Marbá (dirección)                      |
| 1988 | José Ramón Encinar                                     | Montserrat Caballé Folch                          |
| 1987 | Gonzalo De Olavide                                     | Narciso Yepes                                     |
| 1986 | Rodolfo Halffter Escriche                              | Miguel Querol Gavalda (musicólogo e investigador) |
| 1985 | Xavier Montsalvatge Bassols                            | Alicia de Larrocha de Lacalle                     |
| 1984 | Ernesto Halffter Escriche                              | Eduardo del Pueyo                                 |
| 1983 | Joaquín Rodrigo Vídre                                  | Nicanor Zabaleta Zala                             |
| 1982 | Fernando Remacha                                       | Andrés Segovia Torres                             |
| 1981 | Federico Mompou Dencausse                              |                                                   |
| 1980 | Fernando Remacha                                       | Victoria de los Ángeles López García              |
| 1971 | Agustín González de Acilu                              |                                                   |
| 1969 | Tomás Marco Aragón                                     |                                                   |
| 1962 | Carmelo Alonso Bernaola                                |                                                   |
| 1961 | Rafael Rodríguez Albert                                |                                                   |
| 1960 | Francisco Escudero                                     | Miguel Sierra                                     |
| 1959 | Manuel Castillo Navarro-Aguilera                       |                                                   |
| 1958 | Manuel Moreno-Buendía                                  |                                                   |
| 1957 | Francisco Escudero                                     |                                                   |
| 1953 | Cristóbal Halffter Jiménez-Encinas                     |                                                   |
| 1952 | Rafael Rodríguez Albert                                |                                                   |
| 1945 | Manuel Palau Boix                                      |                                                   |
| 1938 | Fernando Remacha                                       |                                                   |
| 1934 | José Sánchez-Gavito                                    |                                                   |
| 1933 | Agapito Marazuela                                      |                                                   |
| 1932 | Antonio José Martínez Palacios                         | Fernando Remacha                                  |
| 1927 | Manuel Palau Boix                                      |                                                   |
| 1926 | Julián Bautista                                        |                                                   |
| 1923 | Julián Bautista                                        |                                                   |